# Сьмігно
Сьміґно (пол. Śmigno) — село в Польщі, у гміні Ліся Гура Тарновського повіту Малопольського воєводства.
Населення — 784 особи (2011).
У 1975-1998 роках село належало до Тарновського воєводства.

## Демографія
Демографічна структура станом на 31 березня 2011 року:
|          | Загалом | Допрацездатний вік | Працездатний вік | Постпрацездатний вік |
| -------- | ------- | ------------------ | ---------------- | -------------------- |
| Чоловіки | 372     | 71                 | 271              | 30                   |
| Жінки    | 412     | 78                 | 254              | 80                   |
| Разом    | 784     | 149                | 525              | 110                  |